# Richard Gwilt
Richard Gwilt (* 1958 in Edinburgh) ist ein britischer Geiger, Komponist, Hochschullehrer, Musikherausgeber, Musikverleger und seit 1984 Mitglied des bekannten Barockensembles London Baroque.

## Leben und Wirken
Richard Gwilt studierte an University of Birmingham, Violine bei Orrea Pernel (1906–1993) und Komposition bei John Joubert. Er setzte seine Studien an der University of Michigan fort, dort begann er 1980 mit der Hinwendung zur Barockvioline. 1983, zurück in England, schloss er sich der dort aufstrebenden Bewegung der historischen Aufführungspraxis an.
Gwilt spielte mit zahlreichen Ensembles, darunter dem English Concert unter Trevor Pinnock, der Academy of Ancient Music unter Christopher Hogwood, den English Baroque Soloists unter John Eliot Gardiner sowie den „London Classical Players“ unter Roger Norrington. Zu den bekannteren Ensembles, mit denen er auf dem Europäischen Festland zusammenarbeitete, zählen Anima Eterna Brugge unter Jos van Immerseel und das französische Orchester „La Chapelle Royale“ unter Philippe Herreweghe.
Bekannt wurde er als Kammermusiker und Solist, vor allem als Mitglied des „London Baroque“, dem er seit 1984 angehört und mit dem er in den bekannten Konzertsälen der Welt auftrat. Neben zahlreichen Rundfunk und Fernsehauftritten wirkte er in diesem Ensemble an mehr als 30 CD-Produktionen mit.
Gemeinsam mit der Geigerin Irmgard Schaller gründete er 1999 das Ensemble „Arcomelos“, welches sowohl in Duobesetzung, in der klassischen Streichtriobesetzung oder mit einer größeren Generalbassgruppe, gelegentlich auch mit Sängern auftritt.
Als Dirigent und musikalischer Leiter folgte Richard Gwilt Einladungen verschiedener Barockorchester, so beim portugiesischen „Remix Baroque Ensemble“ in Porto, beim „Concerto Armonico“ in Freiburg, sowie mit dem Alte-Musik-Ensemble der Musikhochschule Köln.
1986 erhielt Richard Gwilt eine Professur für Barockvioline und Viola am Trinity College of Music in London, wo er bis 2005 tätig war, als Dozent hat er in diesen Jahren an der Royal Academy of Music und dem Royal College of Music unterrichtet. 2005 erhielt Gwilt die Ernennung zum Professor für Barockvioline an der Musikhochschule Köln. Neben verschiedenen Gastprofessuren gibt er regelmäßig Meisterkurse in Europa und Übersee.
Mit den „RG Editions“ betätigt sich der praxiserfahrene Interpret seit 1996 als Herausgeber und Verleger. Die meisten Neuerscheinungen des Verlages sind Werke für Streicher aus dem 17. und 18. Jahrhundert, die bislang nicht in einer der historischen Aufführungspraxis gerecht werdenden Ausgabe zur Verfügung standen.
Sein kompositorisches Schaffen umfasst vor allem Kammermusik für Streicher, darunter zwei Streichquartette, ein Streichtrio
und ein Duo für zwei Violinen. Auch komponierte er einige Werke für Gesang und Streicher, so „A Dream within a Dream“ für Alt und Streichsextett.